# Rada Opieki Społecznej
Rada Opieki Społecznej – organ doradczy i opiniodawczy Ministerstwa Pracy i Opieki Społecznej, powołany w celu rozpatrywanie projektów ustaw i rozporządzeń oraz wnioskowanie o opracowanie nowych ustaw z zakresu opieki społecznej.

## Powołanie Rady
Na podstawie ustawy z 1925 r. o Radzie Opieki Społecznej ustanowiono Radę. Powołanie Rady pozostawało w ścisłym związku z ustawą z 1923 r. o opiece społecznej, w której sformułowano, że opieka społeczna stanowi zaspokojenie ze środków publicznych niezbędnych potrzeb życiowych tych osób, które we własnym zakresie nie mogły tych potrzeb zaspokoić.
Posiedzenia Rady Opieki Społecznej odbywały się w Warszawie.

## Zakres działania Rady
Do zakresu działania Rady Opieki Społecznej, należało:
- rozpatrywanie projektów ustaw z zakresu opieki społecznej i tych rozporządzeń, które Minister Pracy i Opieki Społecznej przekazywał Radzie do opinii:
- wnioskowanie o potrzebie nowych ustaw i rozporządzeń z zakresu opieki społecznej i opracowywanie odpowiednich projektów;
- opiniowanie o zarządzeniach administracyjnych, zamierzonych przez Ministra Pracy i Opieki Społecznej, jakie jej do opinii zostaną przedłożone, i wnioskowanie o potrzebie zarządzeń administracyjnych, które Radzie wydają się konieczne;
- popieranie poczynań samorządów i organizacji społecznych, jakie na polu opieki społecznej Rada uzna za pożyteczne.

## Skład Rady
Rada Opieki Społecznej składała się z:
- przedstawicieli samorządu wojewódzkiego, po jednym z każdego województwa, wybranych przez sejmiki wojewódzkie, spośród osób pracujących na polu opieki społecznej;
- przedstawicieli rad miejskich miast, wybranych po jednym spośród każdego miasta: Warszawy, Łodzi, Krakowa, Lwowa, Poznańia, Wilna i Katowic oraz trzech miast mniejszych, powołanych do wysłania swych przedstawicieli przez Ministra Pracy i Opieki Społecznej po zasięgnięciu opinii Związku miast;
- dziesięciu przedstawicieli sejmików powiatowych, powołanych do wysłania swych przedstawicieli przez Ministra Pracy i Opieki Społecznej po zasięgnięciu opinii zrzeszeń samorządów powiatowych;
- dziesięciu przedstawicieli z wyboru tych organizacji i instytucji społecznych, które wyznaczył Minister Pracy i Opieki Społecznej, z uwzględnieniem głównych działów wykonywanej opieki, a w pierwszym rzędzie organizacji, działających na terenie całego Państwa.

W posiedzeniach Rady Opieki Społecznej brali również udział bez prawa głosowania, rzeczoznawcy oraz przedstawiciele zainteresowanych ministerstw. Członkowie Rady Opieki Społecznej powoływani byli na okres 3-letni.
Przewodniczącym Rady Opieki Społecznej był Minister Pracy i Opieki Społecznej lub w jego zastępstwie osoba, którą Minister Pracy i Opieki Społecznej na to stanowisko powołał.

## Nowelizacja ustawy z 1932 r.
W znowelizowanej ustawie z 1932 r. potwierdzono, że Rada odbywa się w Warszawie a posiedzenia zwołuje przewodniczący Rady w miarę potrzeby, ale co najmniej raz do roku.